# توس سرانو
توس سرانو (انگلیسی: Txus Serrano؛ زادهٔ ۲۹ آوریل ۱۹۷۳) بازیکن فوتبال اهل اسپانیا است.
از باشگاه‌هایی که در آن بازی کرده‌است می‌توان به باشگاه فوتبال سابادل، باشگاه خیمناستیک تاراگونا، و باشگاه فوتبال نومانسیا اشاره کرد.